# Copa Ciudad Viña del Mar 1981
La Copa Ciudad Viña del Mar 1981 fue la 4º edición del torneo amistoso de fútbol Copa Ciudad Viña del Mar. Se disputó en febrero de 1981 y por primera vez participaron sólo equipos chilenos: Everton (local), Colo-Colo, Cobreloa y Universidad Católica
El torneo se jugó bajo el sistema de eliminación directa en dos fechas. Teniendo la primera fecha el carácter de etapa clasificatoria de tal forma que en la segunda fecha los equipos perdedores, Everton y Universidad Católica. definen el tercer y cuarto lugar y la final enfrenta a los dos equipos ganadores, Cobreloa y Colo.Colo, resultando campeón aquel equipo que gane este último partido.
Colo-Colo se tituló campeón ganando la Copa Ciudad Viña del Mar, por segunda vez en forma consecutiva.
La final disputada entre Colo-Colo y Cobreloa, terminó empatada en su tiempo reglamentario 0 – 0.  Jugado un tiempo adicional de 30 minutos como, aún, se mantuvo el empate en blanco, se definió mediante lanzamientos penales, serie que ganó el conjunto del “Cacique” 6 – 5. 

## Equipos participantes
- Everton
- Cobreloa
- Colo-Colo
- Universidad Católica

## Desarrollo

### Primera fase
| Copa Ciudad Viña del Mar 1981 Primera fase; 12 de febrero de 1981 | Cobreloa                            | 2:0 | Universidad Católica | Estadio Sausalito, Viña del Mar (Chile)                    |                                                            |
|                                                                   | Héctor Puebla 21' · Rubén Gómez 35' |     |                      | Asistencia: 18.701 espectadores Árbitro(s): Sergio Vásquez | Asistencia: 18.701 espectadores Árbitro(s): Sergio Vásquez |

| Copa Ciudad Viña del Mar 1981 Primera fase; 12 de febrero de 1981 | Colo-Colo                                                                                                 | 5:2 | Everton                                          | Estadio Sausalito, Viña del Mar (Chile)                  |                                                          |
|                                                                   | Rodrigo Santander 14', 60' · Manuel Alvarado 30' · Severino Vasconcelos 23' · Hernán Castro 56' (autogol) |     | Manuel García 25' · Gabriel Rodríguez 70' (a.g.) | Asistencia: 18.701 espectadores Árbitro(s): Hernán Silva | Asistencia: 18.701 espectadores Árbitro(s): Hernán Silva |

### Tercer lugar
| Copa Ciudad Viña del Mar 1981 Tercer lugar; 14 de febrero de 1981 | Universidad Católica                    | 2:0 | Everton | Estadio Sausalito, Viña del Mar (Chile)                   |                                                           |
|                                                                   | Óscar Arriaza 65' · Héctor Francino 75' |     |         | Asistencia: 14.720 espectadores Árbitro(s): Enrique Marín | Asistencia: 14.720 espectadores Árbitro(s): Enrique Marín |

### Final
| Copa Ciudad Viña del Mar 1981 Final; 14 de febrero de 1981 | Colo-Colo | 0:0 | Cobreloa | Estadio Sausalito, Viña del Mar (Chile)                           |  |
|                                                            |           |     |          | Asistencia: 14.720 espectadores Árbitro(s): Juan Silvagno Cavanna |  |
| En definición a penales gana Colo-Colo 6 – 5.              |           |     |          |                                                                   |  |

## Campeón
| Chile     |
| Colo-Colo |